# Хосе Клавет
Хосе Клавет (ісп. José Clavet; нар. 11 вересня 1965) — колишній іспанський тенісист.
Найвищу одиночну позицію світового рейтингу — 178 місце досяг 15 вересня 1986, парну — 119 місце — 23 червня 1986 року.
Здобув 1 одиночний та 2 парні титули.
Найвищим досягненням на турнірах Великого шолома було 3 коло в одиночному розряді.

## Фінали ATP Челленджер і ITF Ф'ючерс

### Одиночний розряд: 1 (1–0)
| Легенда              |
| -------------------- |
| ATP Челленджер (1–0) |
| ITF Ф'ючерс (0–0)    |

| Фінали за покриттям |
| ------------------- |
| Тверде (0–0)        |
| Ґрунт (1–0)         |
| Трава (0–0)         |
| Килим (0–0)         |

| Результат | В-П | Дата     | Турнір         | Рівень     | Покриття | Суперник          | Рахунок  |
| --------- | --- | -------- | -------------- | ---------- | -------- | ----------------- | -------- |
| Перемога  | 1–0 | Вер 1989 | Верона, Італія | Челленджер | Ґрунт    | Хосе Луїс Апарісі | 7–6, 7–6 |

### Парний розряд: 4 (2–2)
| Легенда              |
| -------------------- |
| ATP Челленджер (2–2) |
| ITF Ф'ючерс (0–0)    |

| Фінали за покриттям |
| ------------------- |
| Тверде (0–1)        |
| Ґрунт (2–1)         |
| Трава (0–0)         |
| Килим (0–0)         |

| Результат | В-П | Дата     | Турнір            | Рівень     | Покриття | Партнер            | Суперники                           | Рахунок  |
| --------- | --- | -------- | ----------------- | ---------- | -------- | ------------------ | ----------------------------------- | -------- |
| Перемога  | 1–0 | Вер 1989 | Верона, Італія    | Челленджер | Ґрунт    | Франсіско Клавет   | Коррадо Апрілі Брюс Дерлін          | 7–5, 6–4 |
| Поразка   | 1–1 | Кві 1990 | Порту, Португалія | Челленджер | Ґрунт    | Франсіско Ройг     | Едуардо Бенгоечеа Крістіан Мініуссі | 0–6, 3–6 |
| Перемога  | 2–1 | Сер 1990 | Lins, Бразилія    | Челленджер | Ґрунт    | Хосе Луїс Апарісі  | Агустін Морено Хав'єр Франа         | 7–6, 6–3 |
| Поразка   | 2–2 | Сер 1991 | Сеговія, Італія   | Челленджер | Тверде   | Хуан Карлос Багена | Франсіско Клавет Хав'єр Санчес      | 6–7, 2–6 |